# Saint-Julien (Hérault)
Pour les articles homonymes, voir Saint-Julien.
Saint-Julien [sɛ̃.ʒy.ljɛ̃] ou Saint-Julien-d'Olargues (en occitan : Sant Julian ['sant d͡ʒy.'ljan]) est une commune française située dans l'ouest du département de l'Hérault en région Occitanie.
Exposée à un climat méditerranéen, elle est drainée par le Jaur, le Rec Grand, le ruisseau de Chavardès, le ruisseau de Mauroul et par divers autres petits cours d'eau. Incluse dans le parc naturel régional du Haut-Languedoc, la commune possède un patrimoine naturel remarquable composé d'une zone naturelle d'intérêt écologique, faunistique et floristique. 
La commune ne comporte pas de village de ce nom, Saint-Julien étant le nom du prieuré situé en contrebas des Castagnès. La mairie se trouve au hameau des Castagnès.
Saint-Julien est une commune rurale qui compte 225 habitants en 2022, après avoir connu un pic de population de 1 125 habitants en 1836. Elle est dans l'unité urbaine d'Olargues et fait partie de l'aire d'attraction de Bédarieux.
Ses habitants sont appelés les Saint-Juliers.

## Géographie

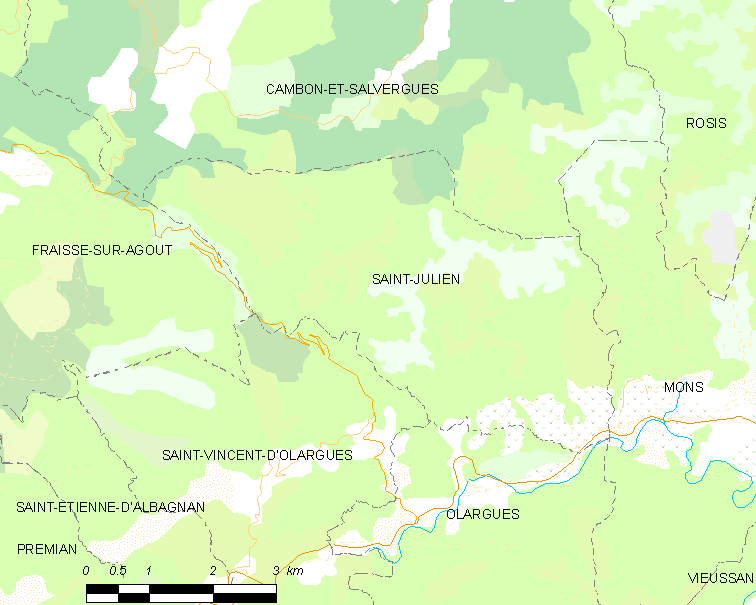
Carte

### Lieux-dits et écarts
- Auziale
- Boustougnargues (Les)
- Castagnès (Les), chef-lieu
- Colombier (Le)
- Cros (Le)
- Fabrègues (La)
- Horts (Les)
- Mauroul
- Sagnes (Les)
- Vilaris

### Climat
Pour des articles plus généraux, voir Climat de l'Occitanie et Climat de l'Hérault.
En 2010, le climat de la commune est de type climat méditerranéen franc, selon une étude s'appuyant sur une série de données couvrant la période 1971-2000. En 2020, Météo-France publie une typologie des climats de la France métropolitaine dans laquelle la commune est exposée à un climat méditerranéen et est dans la région climatique  Provence, Languedoc-Roussillon, caractérisée par une pluviométrie faible en été, un très bon ensoleillement (2 600 h/an), un été chaud (21,5 °C), un air très sec en été, sec en toutes saisons, des vents forts (fréquence de 40 à 50 % de vents > 5 m/s) et peu de brouillards.
Pour la période 1971-2000, la température annuelle moyenne est de 13,7 °C, avec une amplitude thermique annuelle de 15,7 °C. Le cumul annuel moyen de précipitations est de 1 121 mm, avec 8,3 jours de précipitations en janvier et 3,3 jours en juillet. Pour la période 1991-2020, la température moyenne annuelle observée sur la station météorologique la plus proche, située sur la commune de Cambon-et-Salvergues à 8 km à vol d'oiseau, est de 9,7 °C et le cumul annuel moyen de précipitations est de 1 580,8 mm,. Pour l'avenir, les paramètres climatiques de la commune estimés pour 2050 selon différents scénarios d'émission de gaz à effet de serre sont consultables sur un site dédié publié par Météo-France en novembre 2022.

### Milieux naturels et biodiversité

#### Espaces protégés
La protection réglementaire est le mode d’intervention le plus fort pour préserver des espaces naturels remarquables et leur biodiversité associée,.
Un  espace protégé est présent sur la commune : 
le parc naturel régional du Haut-Languedoc, créé en 1973 et d'une superficie de 307 184 ha, qui s'étend sur 118 communes et deux départements. Implanté de part et d’autre de la ligne de partage des eaux entre Océan Atlantique et mer Méditerranée, ce territoire est un véritable balcon dominant les plaines viticoles du Languedoc et les étendues céréalières du Lauragais,.

#### Zones naturelles d'intérêt écologique, faunistique et floristique

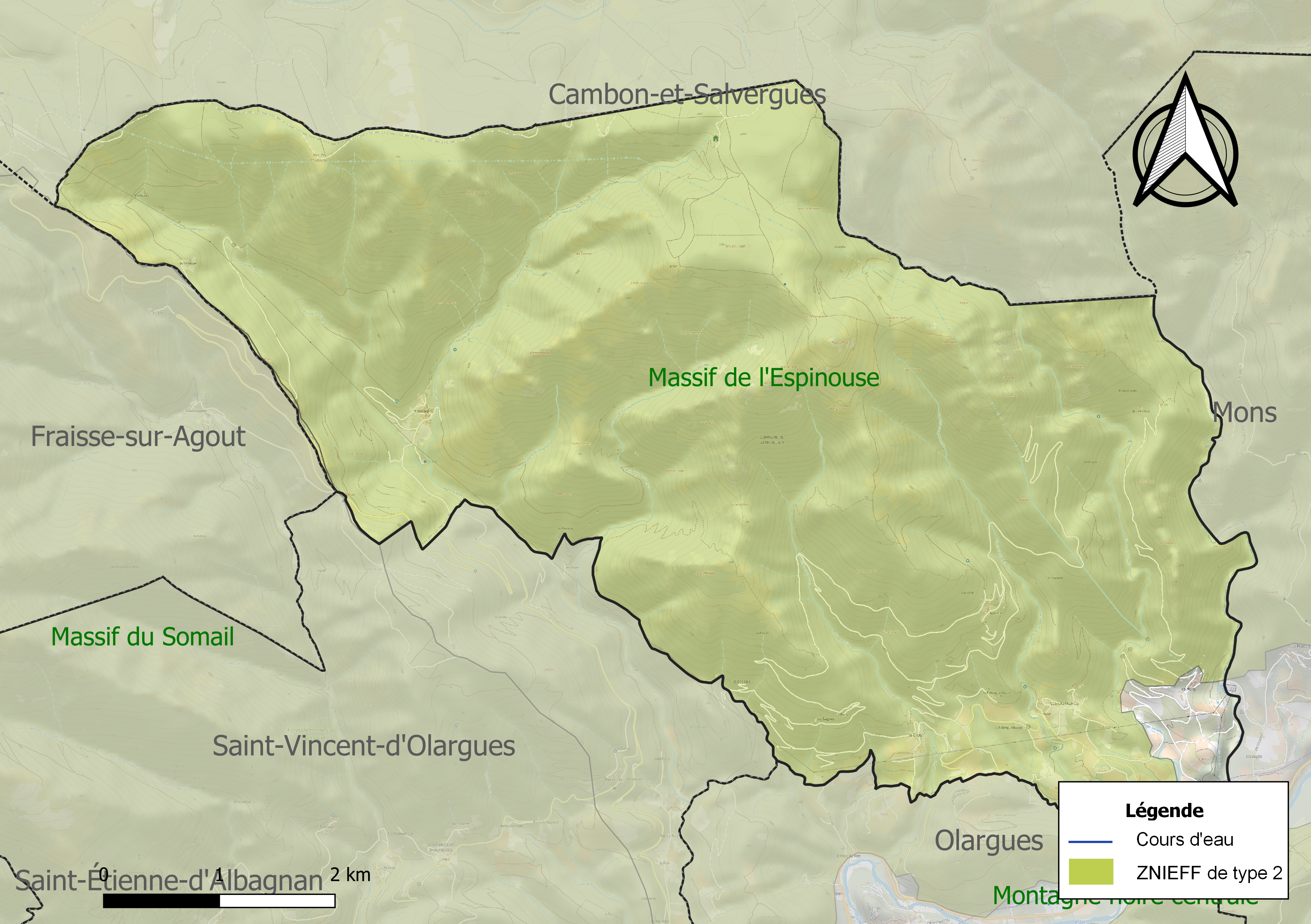
Carte de la ZNIEFF de type 2 localisée sur la commune.

L’inventaire des zones naturelles d'intérêt écologique, faunistique et floristique (ZNIEFF) a pour objectif de réaliser une couverture des zones les plus intéressantes sur le plan écologique, essentiellement dans la perspective d’améliorer la connaissance du patrimoine naturel national et de fournir aux différents décideurs un outil d’aide à la prise en compte de l’environnement dans l’aménagement du territoire.
Une ZNIEFF de type 2 est recensée sur la commune :
le « massif de l'Espinouse » (20 035 ha), couvrant 19 communes du département.

## Urbanisme

### Typologie
Au 1er janvier 2024, Saint-Julien est catégorisée commune rurale à habitat très dispersé, selon la nouvelle grille communale de densité à sept niveaux définie par l'Insee en 2022.
Elle appartient à l'unité urbaine d'Olargues, une agglomération intra-départementale regroupant six  communes, dont elle est une commune de la banlieue,,. Par ailleurs la commune fait partie de l'aire d'attraction de Bédarieux, dont elle est une commune de la couronne,. Cette aire, qui regroupe 26 communes, est catégorisée dans les aires de moins de 50 000 habitants,.

### Occupation des sols
L'occupation des sols de la commune, telle qu'elle ressort de la base de données européenne d’occupation biophysique des sols Corine Land Cover (CLC), est marquée par l'importance des forêts et milieux semi-naturels (93,6 % en 2018), une proportion sensiblement équivalente à celle de 1990 (93,3 %). La répartition détaillée en 2018 est la suivante : 
forêts (64,2 %), espaces ouverts, sans ou avec peu de végétation (28,5 %), cultures permanentes (6,3 %), milieux à végétation arbustive et/ou herbacée (0,9 %), zones agricoles hétérogènes (0,2 %). L'évolution de l’occupation des sols de la commune et de ses infrastructures peut être observée sur les différentes représentations cartographiques du territoire : la carte de Cassini (XVIIIe siècle), la carte d'état-major (1820-1866) et les cartes ou photos aériennes de l'IGN pour la période actuelle (1950 à aujourd'hui).

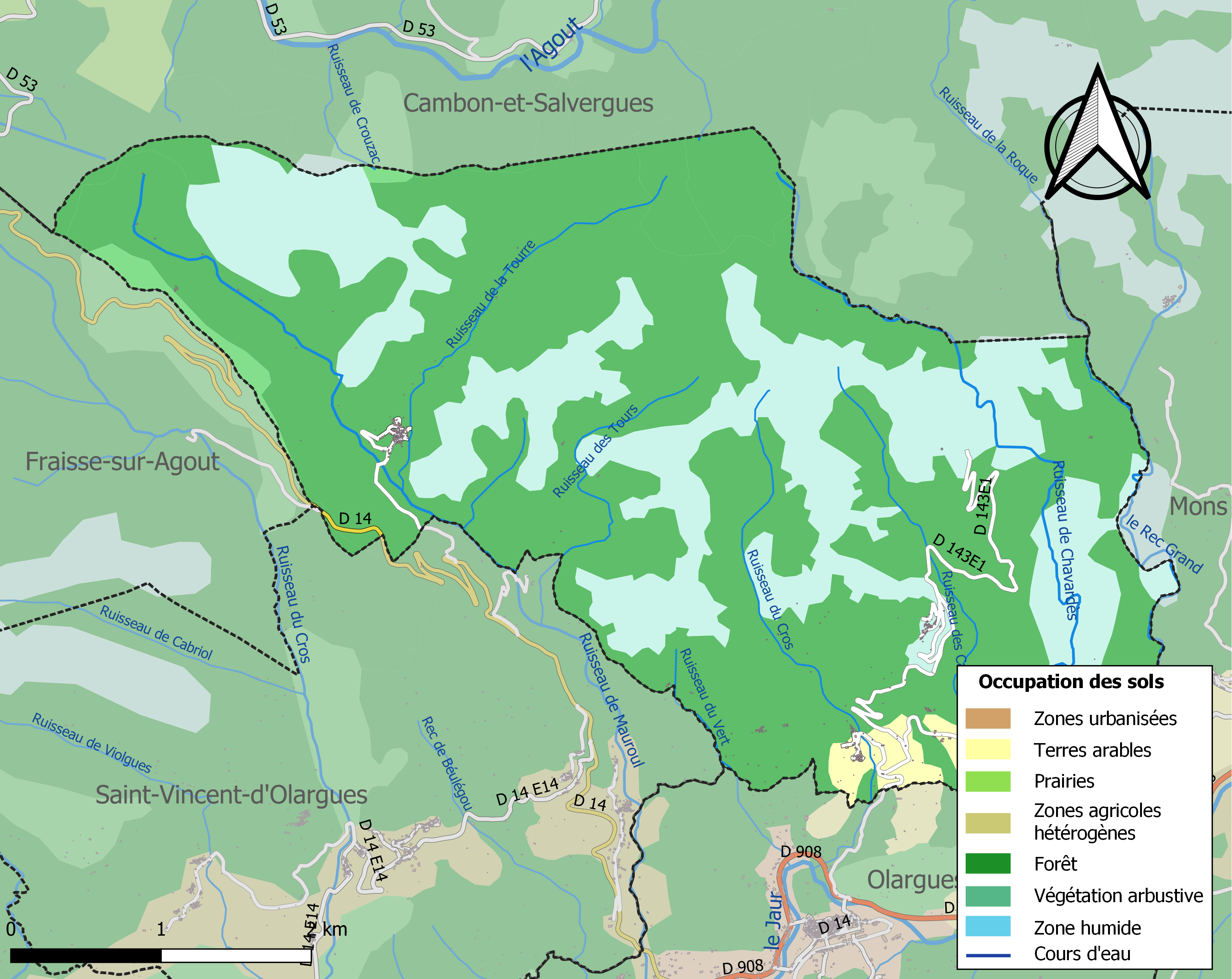
Carte des infrastructures et de l'occupation des sols de la commune en 2018 (CLC).

### Risques majeurs
Le territoire de la commune de Saint-Julien est vulnérable à différents aléas naturels : météorologiques (tempête, orage, neige, grand froid, canicule ou sécheresse), inondations, feux de forêts, mouvements de terrains et séisme (sismicité très faible). Il est également exposé à un risque technologique,  le transport de matières dangereuses, et à deux risques particuliers : le risque minier et le risque de radon. Un site publié par le BRGM permet d'évaluer simplement et rapidement les risques d'un bien localisé soit par son adresse soit par le numéro de sa parcelle.

#### Risques naturels
Certaines parties du territoire communal sont susceptibles d’être affectées par le risque d’inondation par débordement de cours d'eau, notamment le Jaur. La commune a été reconnue en état de catastrophe naturelle au titre des dommages causés par les inondations et coulées de boue survenues en 1982, 1986, 1987, 1995, 1996, 1997, 2013 et 2014,.
Saint-Julien est exposée au risque de feu de forêt. Un plan départemental de protection des forêts contre les incendies (PDPFCI) a été approuvé en juin 2013 et court jusqu'en 2022, où il doit être renouvelé. Les mesures individuelles de prévention contre les incendies sont précisées par deux arrêtés préfectoraux et s’appliquent dans les zones exposées aux incendies de forêt et à moins de 200 mètres de celles-ci. L’arrêté du 25 avril 2002 réglemente l'emploi du feu en interdisant notamment d’apporter du feu, de fumer et de jeter des mégots de cigarette dans les espaces sensibles et sur les voies qui les traversent sous peine de sanctions. L'arrêté du 11 mars 2013 rend le débroussaillement obligatoire, incombant au propriétaire ou ayant droit,.

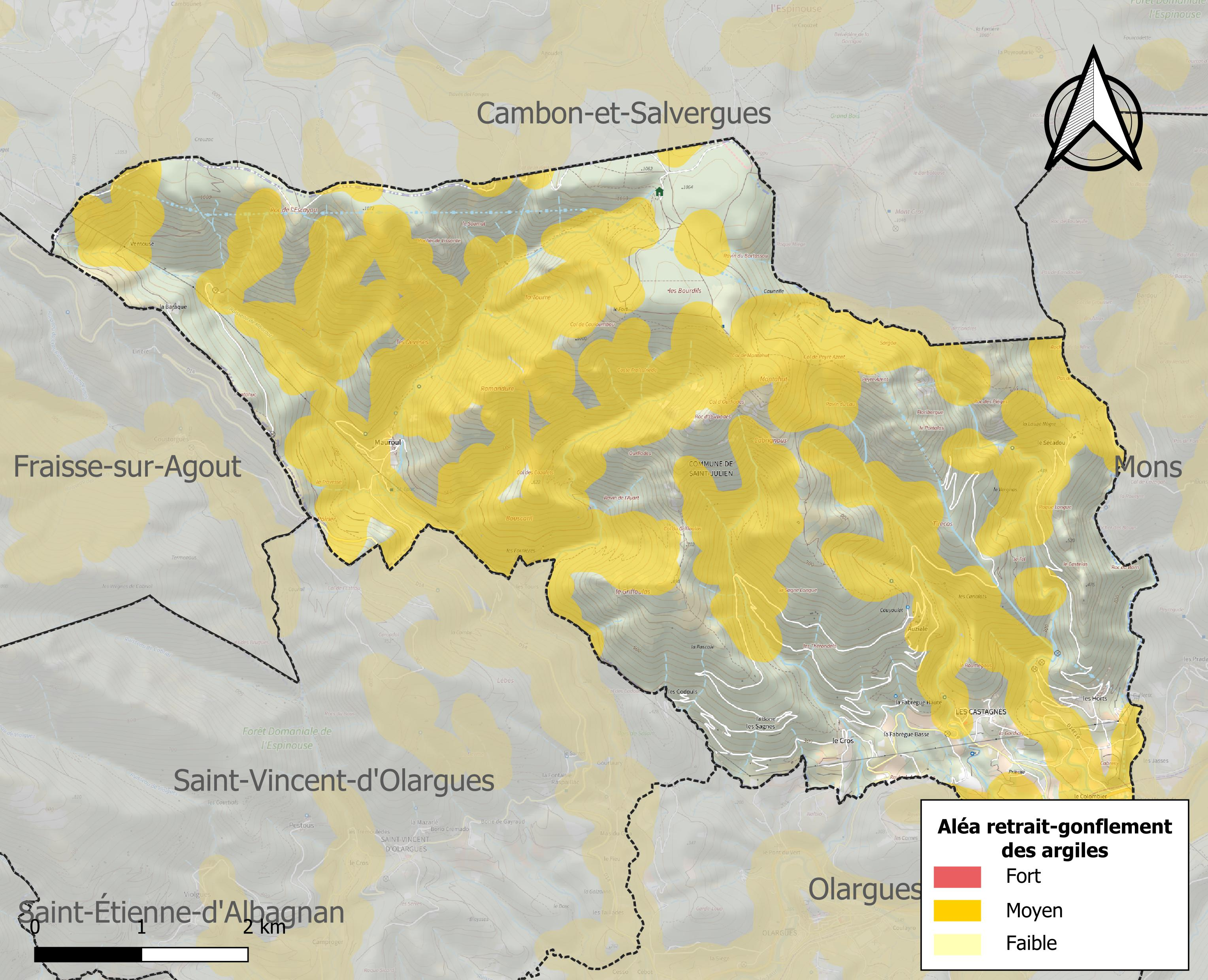
Carte des zones d'aléa retrait-gonflement des sols argileux de Saint-Julien.

La commune est vulnérable au risque de mouvements de terrains constitué principalement du retrait-gonflement des sols argileux. Cet aléa est susceptible d'engendrer des dommages importants aux bâtiments en cas d’alternance de périodes de sécheresse et de pluie. 55,9 % de la superficie communale est en aléa moyen ou fort (59,3 % au niveau départemental et 48,5 % au niveau national). Sur les 203 bâtiments dénombrés sur la commune en 2019, 71 sont en aléa moyen ou fort, soit 35 %, à comparer aux 85 % au niveau départemental et 54 % au niveau national. Une cartographie de l'exposition du territoire national au retrait gonflement des sols argileux est disponible sur le site du BRGM,.
Par ailleurs, afin de mieux appréhender le risque d’affaissement de terrain, l'inventaire national des cavités souterraines permet de localiser celles situées sur la commune.

#### Risques technologiques
Le risque de transport de matières dangereuses sur la commune est lié à sa traversée par des infrastructures routières ou ferroviaires importantes ou la présence d'une canalisation de transport d'hydrocarbures. Un accident se produisant sur de telles infrastructures est susceptible d’avoir des effets graves sur les biens, les personnes ou l'environnement, selon la nature du matériau transporté. Des dispositions d’urbanisme peuvent être préconisées en conséquence.

#### Risque particulier
L’étude Scanning de Géodéris réalisée en 2008 a établi pour le département de l’Hérault une identification rapide des zones de risques miniers liés à l’instabilité des terrains.  Elle a été complétée en 2015 par une étude approfondie sur les anciennes exploitations minières du bassin houiller de Graissessac et du district polymétallique de Villecelle. La commune est ainsi concernée par le risque minier, principalement lié à l’évolution des cavités souterraines laissées à l’abandon et sans entretien après l’exploitation des mines.
Dans plusieurs parties du territoire national, le radon, accumulé dans certains logements ou autres locaux, peut constituer une source significative d’exposition de la population aux rayonnements ionisants. Certaines communes du département sont concernées par le risque radon à un niveau plus ou moins élevé. Selon la classification de 2018, la commune de Saint-Julien est classée en zone 3, à savoir zone à potentiel radon significatif.

## Histoire

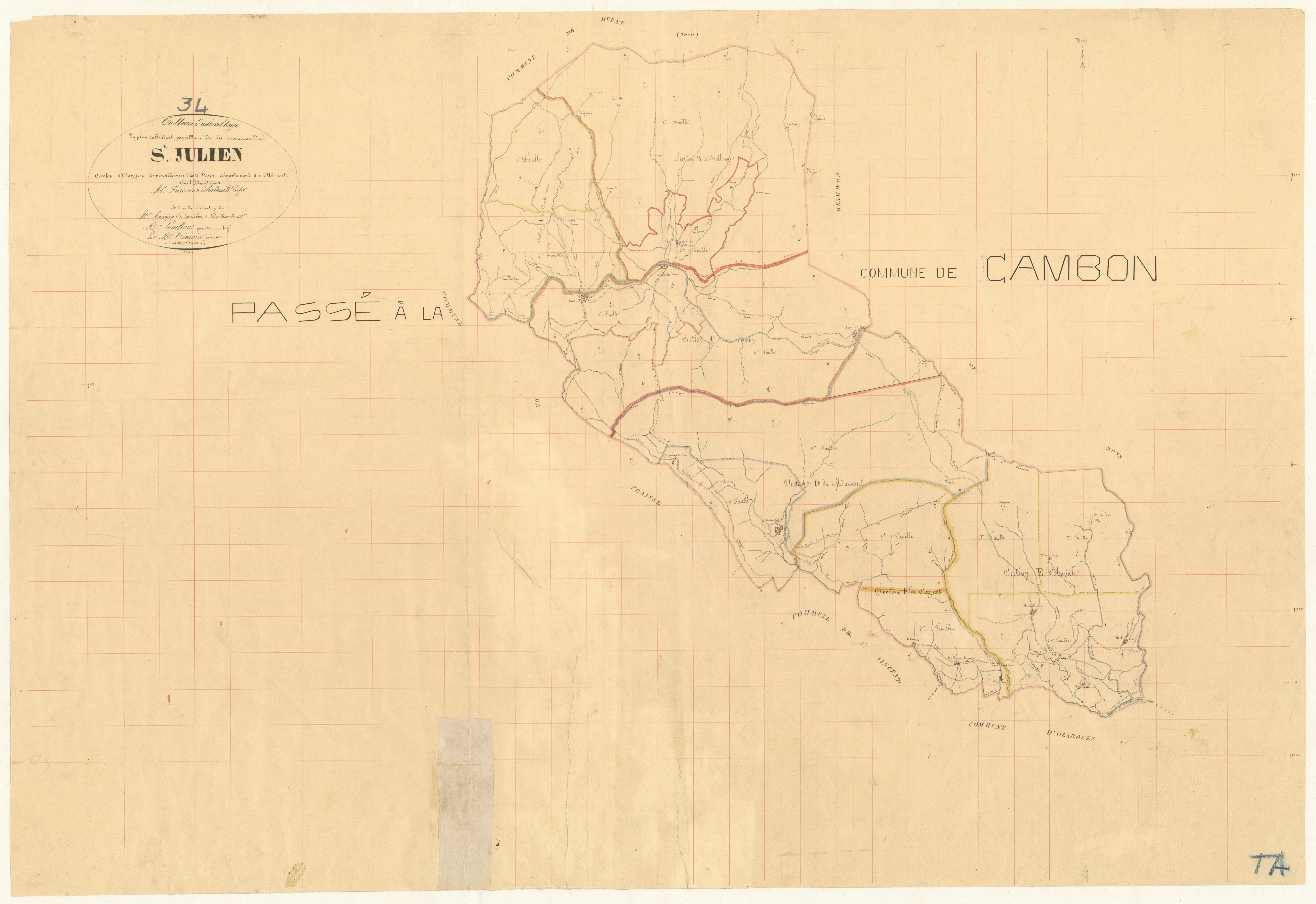
Cadastre napoléonien : tableau d'assemblage (1832).

Au cours de la Révolution française, la commune porte le nom de Doumergousse.
En 1869, la commune, ainsi que celle de Mons, cède une partie de son territoire communal pour la création de la commune de Cambon-et-Salvergues.

## Héraldique
| Blason de Saint-Julien | Blason  | Écartelé, au premier d'or aux trois chevrons d'azur, au deuxième d'azur à un pot d'or, au troisième d'azur plain, au quatrième d'or à la bande de gueules. |
| Blason de Saint-Julien | Détails | Le statut officiel du blason reste à déterminer. |

## Politique et administration
| Période                                  | Période       | Identité         | Étiquette | Qualité |
| ---------------------------------------- | ------------- | ---------------- | --------- | ------- |
| mai 1896                                 | décembre 1919 | Martin Vidal     |           |         |
| décembre 1919                            | mars 1953     | Gabriel Vidal    |           |         |
| mars 1953                                | mars 1959     | Eloi Azaïs       |           |         |
| mars 1959                                | mars 1971     | Edmond Perrier   |           |         |
| mars 1971                                | mars 1977     | José Tarbouriech |           |         |
| mars 1977                                | juin 1989     | Thomas Bernard   |           |         |
| juin 1989                                | juin 1995     | José Tarbouriech |           |         |
| juin 1995                                | mars 2008     | Bernard Nougaret |           |         |
| mars 2008                                | En cours      | Robert Azaïs     |           |         |
| Les données manquantes sont à compléter. |               |                  |           |         |

## Démographie
L'évolution du nombre d'habitants est connue à travers les recensements de la population effectués dans la commune depuis 1793. Pour les communes de moins de 10 000 habitants, une enquête de recensement portant sur toute la population est réalisée tous les cinq ans, les populations de référence des années intermédiaires étant quant à elles estimées par interpolation ou extrapolation. Pour la commune, le premier recensement exhaustif entrant dans le cadre du nouveau dispositif a été réalisé en 2007.

En 2022, la commune comptait 225 habitants, en évolution de +2,74 % par rapport à 2016 (Hérault : +7,49 %, France hors Mayotte : +2,11 %).
| 1793 | 1800 | 1806 | 1821 | 1831  | 1836  | 1841  | 1846  | 1851  |
| ---- | ---- | ---- | ---- | ----- | ----- | ----- | ----- | ----- |
| 799  | 825  | 876  | 872  | 1 021 | 1 125 | 1 068 | 1 063 | 1 059 |

| 1856  | 1861  | 1866  | 1872 | 1876 | 1881 | 1886 | 1891 | 1896 |
| ----- | ----- | ----- | ---- | ---- | ---- | ---- | ---- | ---- |
| 1 063 | 1 056 | 1 043 | 576  | 583  | 533  | 462  | 465  | 459  |

| 1901 | 1906 | 1911 | 1921 | 1926 | 1931 | 1936 | 1946 | 1954 |
| ---- | ---- | ---- | ---- | ---- | ---- | ---- | ---- | ---- |
| 436  | 431  | 376  | 328  | 289  | 270  | 242  | 243  | 221  |

| 1962 | 1968 | 1975 | 1982 | 1990 | 1999 | 2006 | 2007 | 2012 |
| ---- | ---- | ---- | ---- | ---- | ---- | ---- | ---- | ---- |
| 185  | 162  | 137  | 151  | 192  | 191  | 200  | 201  | 212  |

| 2017 | 2022 | - | - | - | - | - | - | - |
| ---- | ---- | - | - | - | - | - | - | - |
| 220  | 225  | - | - | - | - | - | - | - |

La chute brusque de population de 1 043 habitants au recensement de 1866 à 576 habitants à celui de 1872 est due à la cession, en 1869, d'une partie du territoire communal pour la création de la commune de Cambon-et-Salvergues.

## Économie

### Revenus
En 2018, la commune compte 122 ménages fiscaux, regroupant 235 personnes. La médiane du revenu disponible par unité de consommation est de 17 180 € (20 330 € dans le département).

### Emploi
|                | 2008   | 2013   | 2018   |
| -------------- | ------ | ------ | ------ |
| Commune        | 13,6 % | 12,3 % | 18,3 % |
| Département    | 10,1 % | 11,9 % | 12 %   |
| France entière | 8,3 %  | 10 %   | 10 %   |

En 2018, la population âgée de 15 à 64 ans s'élève à 120 personnes, parmi lesquelles on compte 77,5 % d'actifs (59,2 % ayant un emploi et 18,3 % de chômeurs) et 22,5 % d'inactifs,. Depuis 2008, le taux de chômage communal (au sens du recensement) des 15-64 ans est supérieur à celui de la France et du département.
La commune fait partie de la couronne de l'aire d'attraction de Bédarieux, du fait qu'au moins 15 % des actifs travaillent dans le pôle,. Elle compte 28 emplois en 2018, contre 42 en 2013 et 39 en 2008. Le nombre d'actifs ayant un emploi résidant dans la commune est de 71, soit un indicateur de concentration d'emploi de 39,1 % et un taux d'activité parmi les 15 ans ou plus de 49,5 %.
Sur ces 71 actifs de 15 ans ou plus ayant un emploi, 20 travaillent dans la commune, soit 28 % des habitants. Pour se rendre au travail, 93 % des habitants utilisent un véhicule personnel ou de fonction à quatre roues, 4,2 % les transports en commun, 1,4 % s'y rendent en deux-roues, à vélo ou à pied et 1,4 % n'ont pas besoin de transport (travail au domicile).

### Activités hors agriculture
26 établissements sont implantés  à Saint-Julien au 31 décembre 2019.
Le secteur de la construction est prépondérant sur la commune puisqu'il représente 42,3 % du nombre total d'établissements de la commune (11 sur les 26 entreprises implantées  à Saint-Julien), contre 14,1 % au niveau départemental.

### Agriculture
|               | 1988 | 2000 | 2010 | 2020 |
| ------------- | ---- | ---- | ---- | ---- |
| Exploitations | 25   | 25   | 7    | 1    |
| SAU (ha)      | 117  | 113  | 39   | 2    |

La commune est dans le « Soubergues », une petite région agricole occupant le nord-est du département de l'Hérault. En 2020, l'orientation technico-économique de l'agriculture  sur la commune est la culture de fruits ou d'autres cultures permanentes. Une seule  exploitation agricole ayant son siège dans la commune est recensée lors du recensement agricole de 2020 (25 en 1988). La superficie agricole utilisée est de 2 ha,,.

## Culture locale et patrimoine

### Lieux et monuments
- Église Saint-Julien de Saint-Julien (Hérault). L'édifice a été inscrit au titre des monuments historiques en 1951[33].
- Église Saint-Pierre-et-Saint-Paul de Mauroul.

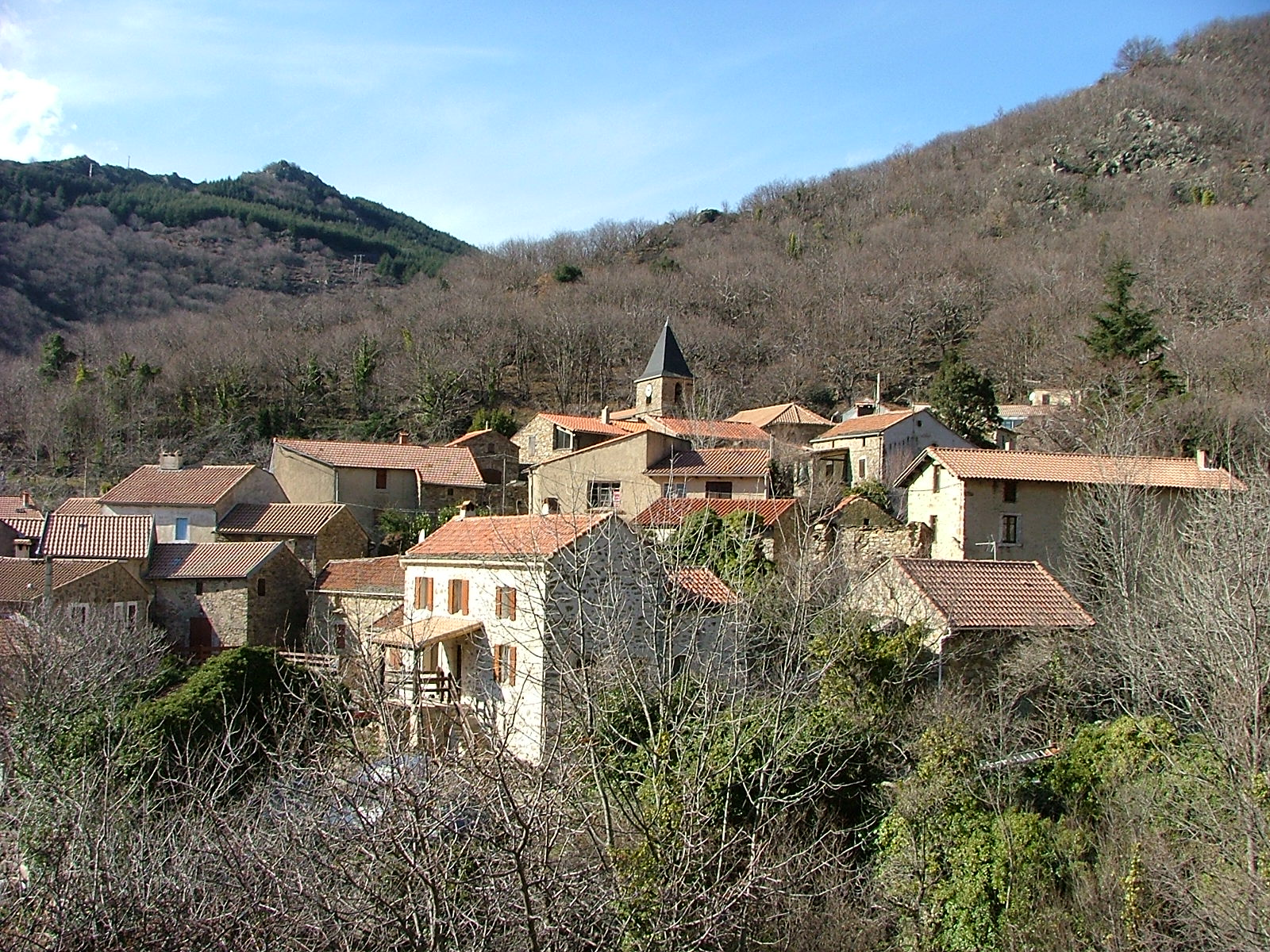
Le village de Mauroul.
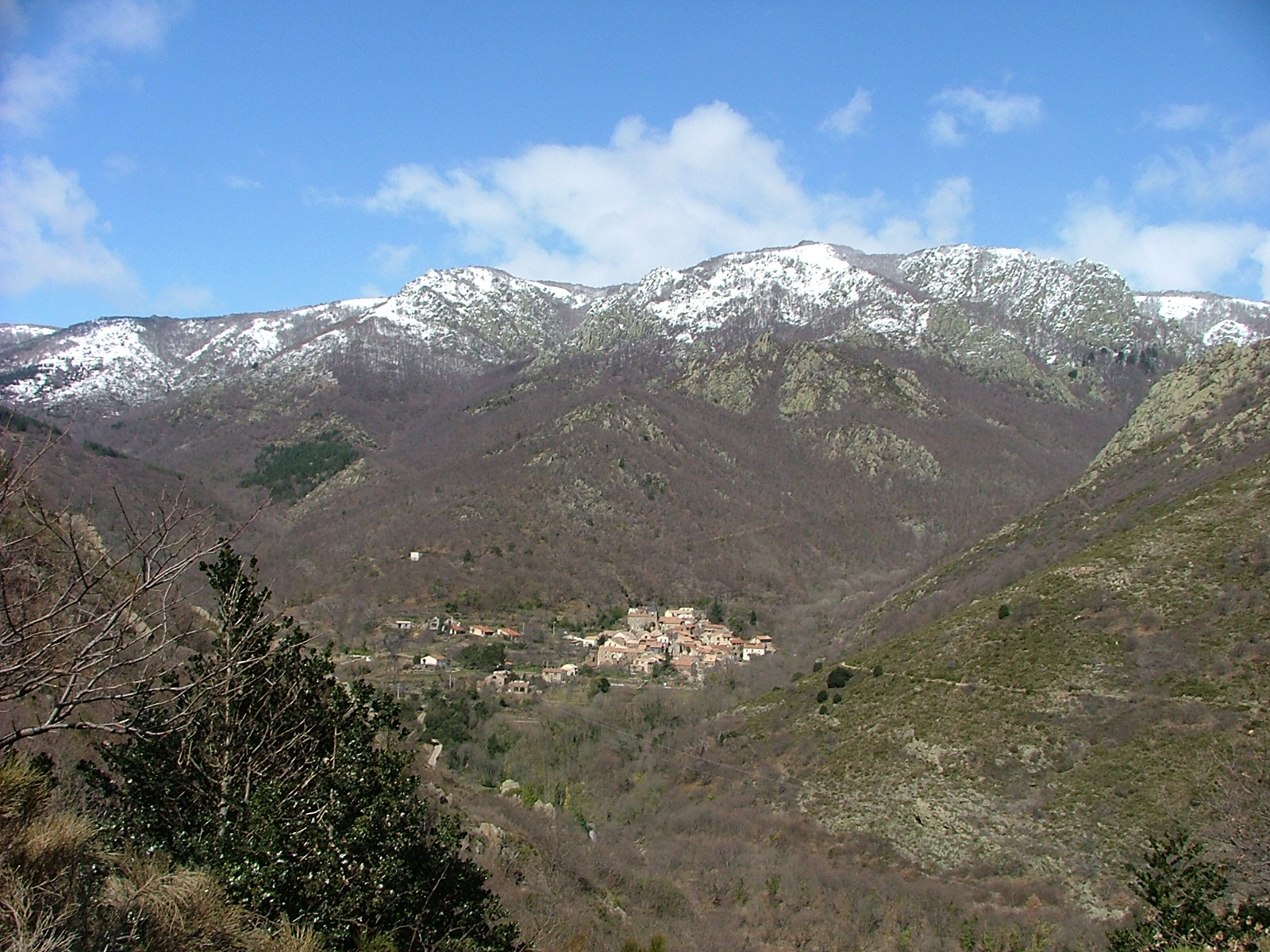
Vue sur le village de Mauroul.
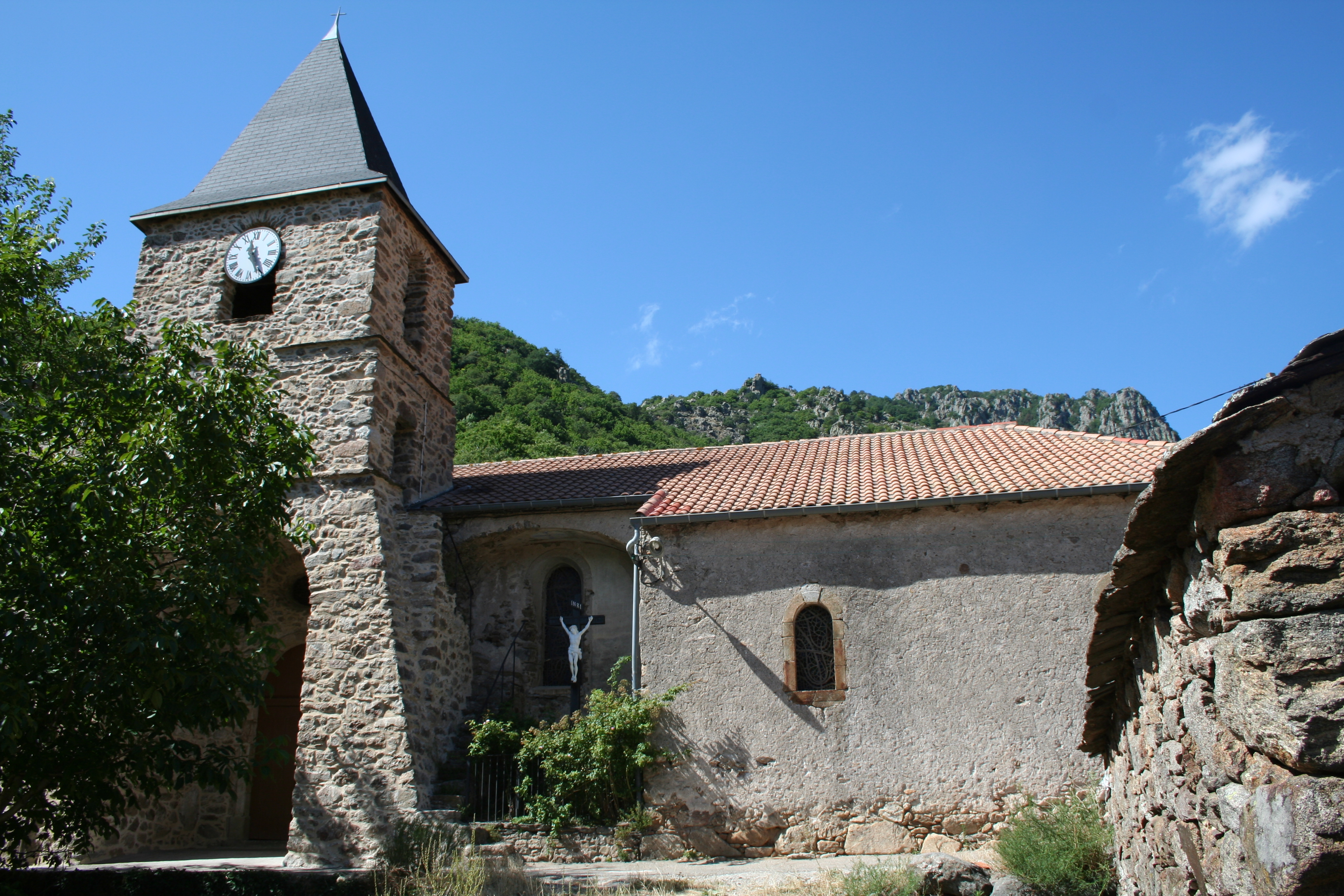
Église Saint-Pierre-et-Saint-Paul de Mauroul.

### Fonds d'archives
- Fonds : Archives communales de Saint-Julien (1700-1874) [0,37 ml].  Cote : 271 EDT. Montpellier : Archives départementales de l'Hérault (présentation en ligne).